# سلکی اشپیگلبرگ
سلکی اشپیگلبرگ (آلمانی: Silke Spiegelburg) بانوی ورزشکار دو و میدانی در رشتهٔ پرش با نیزه است. او نمایندهٔ آلمان در سه دورهٔ بازی‌های المپیک (۲۰۰۴، ۲۰۰۸ و ۲۰۱۲) بوده و دارندهٔ سه مدال نقرهٔ مسابقات جهانی است.